# The One Show
The One Show is een Brits praatprogramma. Het wordt doordeweeks live uitgezonden op BBC One om 19.00 uur en bevat actuele onderwerpen en gasten uit de studio. De show wordt momenteel gepresenteerd door Alex Jones, Roman Kemp, Ronan Keating en Lauren Laverne. Diverse verslaggevers assisteren ook bij de presentatie van specifieke onderwerpen, zowel in de studio als op locatie, of via gefilmde fragmenten. Oorspronkelijk geproduceerd in Birmingham en vervolgens in het BBC Media Village in White City, Londen, is de studio sinds 2014 gevestigd in Broadcasting House, het hoofdkantoor van de BBC in Londen.